# 인 앤 아웃 (영화)
《인 앤 아웃》(In & Out)는 미국에서 제작된 프랭크 오즈 감독의 1997년 코미디 영화이다. 케빈 클라인 등이 주연으로 출연하였고 스콧 루딘 등이 제작에 참여하였다.

## 출연

### 주연
- 케빈 클라인
- 조안 쿠삭
- 맷 딜런
- 데비 레이놀즈
- 윌포드 브림리
- 밥 뉴하트
- 톰 셀렉

### 조연
- 데보라 러쉬
- 루이스 J. 스터드른
- 그레고리 바라
- 샬롬 하로우
- J. 스미스-카메론
- 케이트 맥그레고-스테워트
- 션 웨인 하토시
- 자크 오스
- 로렌 앰브로스
- 알렉산드라 홀든

## 기타
- 공동제작: G. 맥 브라운
- 미술: 켄 애덤
- 의상: 앤 로스
- 배역: 마저리 심킨

## 같이 보기
- 성소수자 영화 목록